# Вампир (фильм, 1957, Мексика)
«Вампир» (исп. El vampiro) — мексиканский фильм ужасов 1957 года. Фильм предлагал оригинальную, мексиканскую, вариацию легенды о вампирах, благодаря чему обрёл большую популярность по всему миру и оказал серьёзное влияние на развитие национального кинематографа.

## Сюжет
Марта — молодая девушка, которая едет в поезде навестить больную тётю. Её попутчиком является Энрике, который предлагает стать её попутчиком, она соглашается продолжить путешествие вместе с ним в старой повозке. По прибытии в деревню она узнаёт, что одна из её тётушек недавно умерла, а другая — выглядит слишком молодо для своих лет. Дядя Марты не в состоянии объяснить эту странность, так как находится под влиянием господина Дюваля. За Дюваля себя выдаёт граф Кароль де Лавуд, старый вампир, который планирует воскресить умершего 100 лет назад брата, и быть властителем близлежащих территорий. Ситуация усложняется, когда Лавуд после встречи с главной героиней, отметив её молодость и красоту, захотел обратить её в вампира, что уже делал с её тётей несколько лет назад…

## В ролях
| В ролях           |  | Персонаж                      |
| ----------------- |  | ----------------------------- |
| Ариадна Вельтер   |  | Марта Гонсалес                |
| Абель Саласар     |  | доктор Энрике                 |
| Херман Роблес     |  | Дюваль / граф Кароль де Лавуд |
| Кармен Монтехо    |  | Элоиз                         |
| Алисия Монтойя    |  | Мария Тереса                  |
| Хосе Луис Хименес |  | Эмилио                        |
| Хосе Чавес        |  | Ансельмо                      |

## Культурные и художественные особенности
Жанр фильма ужасов не получил широкого распространения в период становления кинематографа Мексики. Практически единственным мексиканским фильмом ужасов в период немого кино был «Дон Хуан Мануэль» (1919). Первым же фильмом ужасов на испанском языке стала испаноязычная версия «Дракулы» (1931).
Фильмы «Два монаха» Хуана Бустильо Оро и «Призрак монастыря» Фернандо де Фуэнтеса (оба — 1934) представляют собой единственные заметные работы в жанре ужасов в первые годы звукового мексиканского кинематографа. Обе ленты созданы под очевидным влиянием немецкого экспрессионизма и серии фильмов «Монстры Universal». Прорывом же стал «Вампир» 1957 года, поставленный Фернандо Мендесом, который незадолго до этого снял ещё один фильм ужасов, «Похитители тел», в котором совместил две популярные темы данного жанра в Мексике: борцы и монстры.
Способствовала созданию фильма и мировая обстановка. Холодная война была в самом разгаре, у людей возникали мысли, что близок конец света. В США в начале 1950-х годов шло движение маккартизма, направленное против коммунистов и им сочувствующих, когда монстрами выставлялись не представители потусторонних сил, а люди. Вампиры представлялись зрителям выразителями инаковости, нежели воплощением зла. Всё это объясняет большое количество кинокартин на вампирскую тематику: итальянские «Вампиры», американский «Возвращение Дракулы», британские «Кровь вампира» и «Дракула» от студии Hammer.
Сам фильм смешивает умело готическую атмосферу с реалиями Мексики 1950-х годов. Режиссёр делает как отсылки к классическому «Дракуле» 1931 года, так и добавляет в некоторые сцены лиричность. Фернадо Мендес, взяв образ вампира из романа Брэма Стокера, адекватно раскрывает его в контексте Мексики и даже предвосхищает образ, который воплотил на экране Кристофер Ли в «хаммеровском» фильме. Именно в мексиканской кинокартине у вампиров появляются клыки. Ранее у графа Орлака в классической ленте Фридриха Вильгельма Мурнау «Носферату. Симфония ужаса» были лишь удлинённые резцы, а персонажа Белы Лугоши их не было видно вовсе. Также удостоился похвалы и актёрский состав, в частности, исполнитель роли графа де Лавуда Херман Роблес, который придал ему благородные черты, не остановившись только на демонической составляющей. Актёры сумели грамотно подать свои роли, чтобы фильм не превратился в комедию. Исключение стал лишь Абель Саласар, который с ролью не справился.
Успех, достигнутый «Вампиром», побудил режиссёра снять продолжение, «Гроб вампира» (1958).

## Признание
Фильм получил широкое освещение в печатных изданиях Испании, Франции и Великобритании.
«Вампир» занял 35 место в списке 100 лучших мексиканских фильмов, составленном в результате опроса 25 критиков и специалистов по кинематографу Мексики, опубликованном в журнале Somos в июле 1994 года. Фильм обрёл статус культового, а дилогия считается одной из самых значимых в национальном кинематографе.